# Esquizofrenia infantil
A esquizofrenia infantil é um transtorno do espectro da esquizofrenia caracterizado por alucinações, fala desorganizada, delírios , comportamento catatônico e "sintomas negativos", como afeto e avolição inadequados ou embotados com início antes dos 13 anos de idade.  O termo "esquizofrenia de início na infância" e "esquizofrenia de início muito precoce" são usados para identificar pacientes nos quais o distúrbio se manifesta antes dos 13 anos de idade.
O distúrbio apresenta sintomas como alucinações auditivas e visuais , pensamentos ou sentimentos estranhos e comportamento anormal, impactando profundamente a capacidade da criança de funcionar e manter relacionamentos interpessoais normais.  Delírios muitas vezes não são sistematizados e são vagos.  Entre os sintomas psicóticos reais observados na infância, as alucinações auditivas da esquizofrenia são as mais comuns.  Eles são freqüentemente simples, como ruídos, tiros, pancadas, etc.  Muitas dessas crianças também apresentam sintomas de irritabilidade, procurando objetos imaginários, ou baixo desempenho.  Esses sintomas normalmente se apresentam após a idade de sete anos.  Cerca de 50% das crianças diagnosticadas com esquizofrenia apresentam sintomas neuropsiquiátricos graves.  Estudos demonstraram que os critérios de diagnósticos são semelhantes aos da esquizofrenia em adultos.  O diagnóstico é baseado no comportamento observado pelos cuidadores e, em alguns casos, dependendo da idade, auto-relato. Menos de 5% das pessoas com esquizofrenia apresentam seus primeiros sintomas antes dos 18 anos.

## Patogênese (causas)
Não há causa única conhecida ou causa de esquizofrenia, no entanto, é um distúrbio hereditário.
Vários fatores ambientais , incluindo complicações na gravidez e infecções maternas pré-natais, podem causar esquizofrenia.  Esses fatores em maior gravidade ou frequência podem resultar em um início mais precoce da esquizofrenia.

### Genéticas
Há "considerável sobreposição" na genética da esquizofrenia infantil e adulta, mas na esquizofrenia infantil há um número maior de "variantes alélicas raras".  Um gene importante para a esquizofrenia com início na adolescência é o gene da catecol-O-metiltransferase, um gene que regula a dopamina. Crianças com esquizofrenia têm um aumento de deleções genéticas ou mutações de duplicação e algumas têm uma mutação específica chamada síndrome de deleção 22q11, que responde por até 2% dos casos.

### Neuroanatômicas
Estudos de neuroimagem encontraram diferenças entre os cérebros medicados de indivíduos com esquizofrenia e cérebros neurotípicos, embora a pesquisa não saiba a causa da diferença.  Na esquizofrenia infantil, parece haver uma perda mais rápida de massa cinzenta cerebral durante a adolescência.

## Epidemiologia
Distúrbios da esquizofrenia em crianças são raros.  Crianças do sexo masculino são duas vezes mais propensas a serem diagnosticadas com esquizofrenia infantil.  Muitas vezes existe um número desproporcionalmente grande de homens com esquizofrenia na infância, porque a idade de início do distúrbio é mais precoce nos homens do que nas mulheres em cerca de 5 anos.  As pessoas têm sido e ainda são relutantes em diagnosticar a esquizofrenia desde o início, principalmente devido ao estigma associado a ela.
Embora a esquizofrenia de início muito precoce seja um evento raro, com prevalência de cerca de 1 em 10.000, a esquizofrenia de início precoce se manifesta com mais frequência, com uma prevalência estimada de 0,5%.

## História
Até o final do século XIX, as crianças eram frequentemente diagnosticadas com psicose como a esquizofrenia, mas diziam que sofriam de insanidade "pubescente" ou "desenvolvimentista".  Durante a década de 1950, a psicose infantil começou a se tornar cada vez mais comum, e os psiquiatras começaram a examinar mais profundamente a questão.
Sante De Sanctis escreveu pela primeira vez sobre as psicoses infantis, em 1905.  Ele chamou a condição de "demência praecocissima" (em latim, "loucura muito prematura"), por analogia com o termo então usado para a esquizofrenia, "demência precoce" (latim, "loucura prematura).  Sante de Sanctis caracterizou a condição pela presença de catatonia.
Theodor Heller descobriu uma nova síndrome de dementia infantilis (latim, "loucura infantil") em 1909.  Na moderna CID-10, a "síndrome de Heller" é classificada sob a rubrica F84.3 "outro transtorno desintegrativo da infância ".
Também em 1909, Julius Raecke relatou dez casos de catatonia em crianças do Hospital Psiquiátrico e Neurológico da Universidade de Kiel , onde trabalhou.  Ele descreveu sintomas semelhantes aos registrados anteriormente pelo Dr. Karl Ludwig Kahlbaum , incluindo " estereotipias e impulsos bizarros, erupções motoras impulsivas e apatia cega".
Um artigo de 1913 de Karl Pönitz , intitulado "Contribuição para o reconhecimento da catatonia precoce", relata um estudo de caso de um menino que manifestou "catatonia típica" a partir dos doze anos, caracterizando-o como um "quadro claro de esquizofrenia".